# Kuttsukiboshi
Kuttsukiboshi (jap. くっつきぼし) – dwuczęściowa OVA, napisana, wyreżyserowana i w całości zanimowana przez niezależnego animatora Naoyę Ishikawę. Produkcję zrealizowało studio Primastea, muzykę skomponował Shunsuke Morita, a ścieżkę dźwiękową wyprodukowało Dax Production. Pierwszy odcinek OVA, oficjalnie wydany 16 sierpnia 2010, był sprzedawany przez Primastea podczas Comiketu 78. Drugi odcinek, pierwotnie planowany na lato 2011 roku, miał swoją premierę 11 maja 2012. Motywem końcowym pierwszej części jest „Hatsukoi kasoku kūkan” (jap. 初恋加速空間) autorstwa Asami Imai, natomiast motywem końcowym drugiej części jest „Watashi no 71%” (jap. 私の71%) w wykonaniu Ikumi.

## Fabuła
Część 1
Kiiko Kawakami jest licealistką, która ukrywa posiadane przez siebie moce telekinetyczne. Jedyną osobą, która o tym wie, jest jej przyjaciółka, Aaya Saitō, w której się podkochuje. Pewnego dnia, po tym jak Aaya pomaga jej trenować korzystanie ze swoich mocy, Kiiko pochyla się, by pocałować śpiącą przyjaciółkę, ale jest zaskoczona, gdy ta przejmuje inicjatywę i odwzajemnia jej pocałunek. Obie decydują się na ryzykowne spotkania w pustej szkole, gdzie spędzają razem czas i uprawiają seks w różnych miejscach. Jednak pewnego dnia, kiedy Kiiko wraca po telefon, którego zapomniała z domu Aayi, zastaje ją uprawiającą seks z bratem Kōtą, który jest znanym artystą.
Część 2
Kiiko, której uczucia zostały zdradzone, próbuje zerwać związek z Aayą. Jednak później zostaje porwana przez Aayę, która więzi ją w szkolnym magazynie i zmusza do uprawiania seksu. Jakiś czas później, gdy Aaya dowiaduje się o śmierci brata, przyprowadza Kiiko do swojego domu, prosząc ją, by kochała się z nią jeszcze raz, zanim opuści Japonię. Tej nocy Kiiko dostaje przebłysk wspomnień Aayi, w których dowiaduje się, że Kōta cierpiał na śmiertelną chorobę i zmanipulował Aayę, aby uprawiała z nim seks przed operacją, podczas której zmarł. Gdy Kiiko uświadamia sobie prawdę i odkrywa, że Aaya zniknęła, jej moce przenoszą ją prosto do niej. Po dowiedzeniu się, że może teleportować się oraz widzieć przeszłość i przyszłość, wyraża swoje pragnienie, aby Aaya była u jej boku na zawsze. Po pogodzeniu się ze swoimi uczuciami, obie opuszczają samolot i lądują na odległej planecie, gdzie wyrażają chęć spędzenia razem życia.

## Bohaterowie
- Kiiko Kawakami (jap. 川上紀衣子 Kawakami Kiiko)

Seiyū: Asami Imai 
Brązowowłosa dziewczyna, koleżanka z klasy i przyjaciółka Aayi Saitō. Po wypadku zaczęła wykazywać nadprzyrodzone moce, takie jak psychokineza. Jest zakochana w Aayi, ale na początku nie miała odwagi jej o tym powiedzieć.
- Aaya Saitō (jap. 斉藤亜綾 Saitō Āya)

Seiyū: Miku Isshiki 
Blondwłosa dziewczyna, koleżanka z klasy i przyjaciółka Kiiko. Lubi przeprowadzać eksperymenty z mocami Kiiko, ale w rzeczywistości jest w niej zakochana. Zwykle przejmuje inicjatywę i ma towarzyską osobowość. Mieszka ze swoim bratem.
- Kōta Saitō (jap. 斉藤 康太 Saitō Kōta)

Seiyū: Naoki Koshida 
Starszy brat Aayi, znany artysta, który postrzegał Aayę jako kogoś więcej niż siostrę. Cierpiał na nieuleczalną chorobę i zmanipulował Aayę, aby uprawiała z nim seks, zanim został poddany operacji, po której zmarł.